# Certosa di Pavia (gemeente)
Certosa di Pavia is een gemeente in de Italiaanse provincie Pavia (regio Lombardije) en telt 3573 inwoners (31-12-2004). De oppervlakte bedraagt 10,7 km², de bevolkingsdichtheid is 327 inwoners per km².
In Certosa di Pavia bevindt zich het gelijknamige klooster.
De volgende frazioni maken deel uit van de gemeente: Torriano, Cascine Calderari, Samperone.

## Demografie
Certosa di Pavia telt ongeveer 1512 huishoudens. Het aantal inwoners steeg in de periode 1991-2001 met 10,5% volgens cijfers uit de tienjaarlijkse volkstellingen van ISTAT.
| Jaar | Inwoneraantal |
| ---- | ------------- |
| 1991 | 3004          |
| 2001 | 3320          |